# Lola Casanova
Lola Casanova es una película de drama y aventura mexicana de 1949, escrita y dirigida por Matilde Landeta y protagonizada por Meche Barba y Armando Silvestre. Esta cinta está basada en la novela homónima de Francisco Rojas González.

## Argumento
La historia se desarrolla en la costa de Sonora, México a fines del siglo XIX. Con tal de salvar a su padre de la bancarrota, la joven Lola (Meche Barba) se compromete con Néstor Ariza (José Baviera), a pesar de amar a otro. Mientras viajan rumbo a Hermosillo para la boda, Lola y sus acompañantes son asaltados por una banda de indios seris comandada por Coyote Iguana (Armando Silvestre). La joven es la única sobreviviente del ataque y queda al cuidado de las mujeres de la tribu. La convivencia con los indígenas cambiará para siempre su forma de pensar y despertará en ella el amor hacia su captor.

## Reparto
- Meche Barba ... Lola Casanova
- Armando Silvestre ... Coyote Iguana
- Isabela Corona ... Tórtola Parda
- Enrique Cancino ... Lobo Zaino
- José Baviera ... Néstor Ariza
- Carlos Martínez Baena ... Juan Diego Casanova
- Ramón Gay ... Juan Vega
- Elisa Christy ... Totoaba
- Lupe Inclán ... Lagartija

## Comentarios
Fue la primera película que dirigió la cineasta Matilde Landeta. Landeta comenzó su carrera como script y asistente de reconocidos directores como Agustín P. Delgado, Julio Bracho o Emilio Fernández, entre otros.
Tras haber realizado esa labor en más de 70 películas, Landeta aprendió fotografía y con el apoyo de Roberto Gavaldón logró filmar su primera película Lola Casanova. Un año después rodó La Negra Angustias y en 1951, Trotacalles.
Francisco Rojas González, autor de la novela, estuvo presente durante el rodaje. Su personaje existió, y era de origen catalán. La actriz Meche Barba (protagonista del filme), era también de origen catalán.